# Pawło Miahkow
Pawło Serhijowycz Miahkow, ukr. Павло Сергійович Мягков (ur. 30 grudnia 1992 w Melitopolu, w obwodzie zaporoskim, Ukraina) – ukraiński piłkarz, grający na pozycji obrońcy.

## Kariera piłkarska

### Kariera klubowa
Wychowanek FK Melitopol oraz Szkoły Sportowej Metałurh Zaporoże, barwy których bronił w juniorskich mistrzostwach Ukrainy (DJuFL). 11 kwietnia 2009 rozpoczął karierę piłkarską w miejscowym klubie Ołkom Melitopol. Na początku 2011 został zaproszony do Zorii Ługańsk. 14 lutego 2015 został piłkarzem FK Ołeksandrija. 28 czerwca 2017 przeszedł do FK Mińsk. 6 grudnia 2017 opuścił miński klub. W lutym 2018 zasilił skład Weresu Równe. 26 września 2018 przeszedł do Ruchu Chorzów.

### Kariera reprezentacyjna
Występował w młodzieżowej reprezentacji Ukrainy.

## Sukcesy i odznaczenia

### Sukcesy klubowe
PFK Oleksandria
- mistrz Ukraińskiej Pierwszej Ligi: 2014/15